# Kasteel Bouwelhof

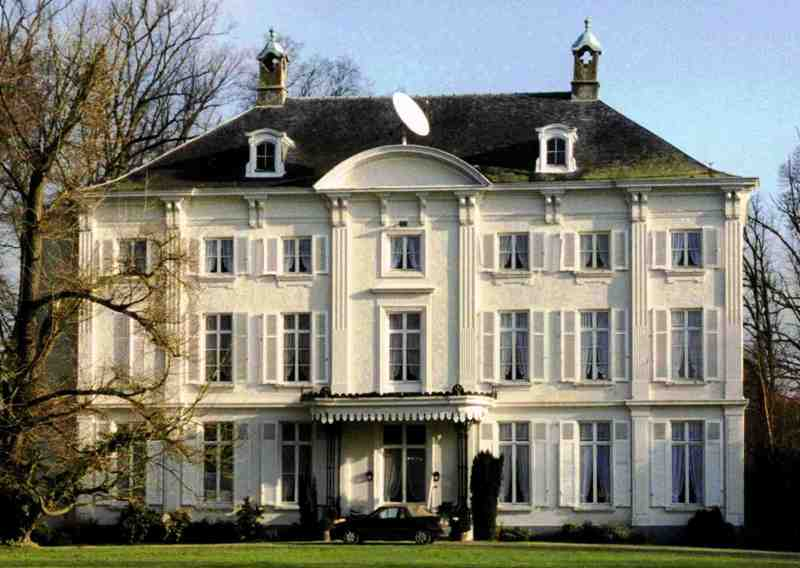
Kasteel Bouwelhof

Kasteel Bouwelhof is een kasteel in de tot de Antwerpse gemeente Grobbendonk behorende plaats Bouwel, gelegen aan Het Park 1.

## Geschiedenis
In 1487 werd Bouwel een zelfstandige heerlijkheid. De eerste heer was Huybrecht Brant, en deze liet een kasteel bouwen, bekend als het Praetorium van Bouwel. Ridder van Roosendaal, heer van Bouewel, was in 1666 betrokken bij de uitbouw van de vesting Charleroi en bootste de vesting in het klein na op zijn goed. Dit model moest weliswaar op last van de Spanjaarden worden gesloopt, maar sommige omtrekken zijn nog herkenbaar. Genoemde ridder legde ook waterwerken en een warande aan.
In 1789 kwam het goed aan de familie Bosschaert de Bouwel, in de 19e eeuw werd het oude kasteel gesloopt en omstreeks 1820 werd een nieuw kasteel gebouwd, naar ontwerp van della faille de Leverghem. De fundamenten van het gesloopte kasteel liggen mogelijk nog onder het grasveld dat zich voor het kasteel bevindt.
In 1818 werd een Engelse landschapstuin aangelegd, maar in 1859 viel een deel daarvan ten offer bij de aanleg van de spoorlijn Antwerpen-Herentals. Van 1836-1866 werden een aantal dienstgebouwen gerealiseerd, zoals paardenstallen, koetshuis, hovenierswoning en boswachterswoning.

## Gebouw
In een omgracht domein, dat aan het eind van een driedubbele beukendreef (1791) is gelegen, bevindt zich het kasteel in neoclassicistische stijl, op rechthoekige plattegrond. Opvallend is het gebogen fronton dat de centrale travee bekroont.

## Park
Het park heeft enkele bijzondere bomen zoals sassafras, sequoia, varenbeuk, ginkgo en tulpenboom. Er is nog een ijskelder en een paviljoentje.